# روزنهایم
روزنهایم (به آلمانی: Rosenheim) یک شهر در آلمان است که در راینلاند-فالتس واقع شده‌است.

## خصوصیات
روزنهایم ۷۴۳ نفر جمعیت دارد.